# Epping (França)
Epping és un municipi francès al departament del Mosel·la (regió del Gran Est). L'any 2007 tenia 561 habitants.

## Demografia

### Població
El 2007 la població de fet d'Epping era de 561 persones. Hi havia 218 famílies, de les quals 52 eren unipersonals (32 homes vivint sols i 20 dones vivint soles), 67 parelles sense fills, 87 parelles amb fills i 12 famílies monoparentals amb fills.
La població ha evolucionat segons el següent gràfic:
Habitants censats:

### Habitatges
El 2007 hi havia 244 habitatges, 224 eren l'habitatge principal de la família i 20 estaven desocupats. 210 eren cases i 34 eren apartaments. Dels 224 habitatges principals, 184 estaven ocupats pels seus propietaris, 30 estaven llogats i ocupats pels llogaters i 11 estaven cedits a títol gratuït; 3 tenien dues cambres, 23 en tenien tres, 35 en tenien quatre i 164 en tenien cinc o més. 203 habitatges disposaven pel capbaix d'una plaça de pàrquing. A 92 habitatges hi havia un automòbil i a 120 n'hi havia dos o més.

### Piràmide de població
La piràmide de població per edats i sexe el 2009 era:
| Homes | Edats   | Dones |
| ----- | ------- | ----- |
| 0     | 95 o +  | 0     |
| 4     | 90 a 94 | 4     |
| 0     | 85 a 89 | 0     |
| 4     | 80 a 84 | 0     |
| 8     | 75 a 79 | 12    |
| 8     | 70 a 74 | 12    |
| 8     | 65 a 69 | 20    |
| 12    | 60 a 64 | 8     |
| 8     | 55 a 59 | 8     |
| 24    | 50 a 54 | 20    |
| 16    | 45 a 49 | 16    |
| 32    | 40 a 44 | 32    |
| 24    | 35 a 39 | 24    |
| 20    | 30 a 34 | 8     |
| 0     | 25 a 29 | 24    |
| 32    | 20 a 24 | 8     |
| 20    | 15 a 19 | 20    |
| 16    | 10 a 14 | 4     |
| 16    | 5 a 9   | 20    |
| 20    | 0 a 4   | 8     |

## Economia
El 2007 la població en edat de treballar era de 370 persones, 276 eren actives i 94 eren inactives. De les 276 persones actives 259 estaven ocupades (146 homes i 113 dones) i 18 estaven aturades (6 homes i 12 dones). De les 94 persones inactives 32 estaven jubilades, 25 estaven estudiant i 37 estaven classificades com a «altres inactius».

### Ingressos
El 2009 a Epping hi havia 220 unitats fiscals que integraven 566 persones, la mediana anual d'ingressos fiscals per persona era de 20.638 €.

### Activitats econòmiques
Dels 18 establiments que hi havia el 2007, una era d'una empresa de fabricació d'altres productes industrials, 4 d'empreses de construcció, 9 d'empreses de comerç i reparació d'automòbils, una empresa de transport, una empresa d'hostatgeria i restauració, una empresa de serveis i una empresa classificada com a «altres activitats de serveis».
Dels 8 establiments de servei als particulars que hi havia el 2009, dos eren tallers de reparació d'automòbils i de material agrícola, un paleta, un guixaire pintor, dues lampisteries, una perruqueria i un restaurant.
Dels dos establiments comercials que hi havia el 2009, una era una botiga de menys de 120 m² i una botiga de material de revestiment de parets i terra.
L'any 2000 a Epping hi havia 25 explotacions agrícoles que ocupaven un total de 1.331 hectàrees.

## Equipaments sanitaris i escolars
El 2009 hi havia 1 escola maternal integrada dins d'un grup escolar amb les comunes properes formant una escola dispersa i 1 escola elemental integrada dins d'un grup escolar amb les comunes properes formant una escola dispersa.

## Poblacions properes
El següent diagrama mostra les poblacions més properes.